# Estació d'Er
L'Estació d'Er (oficialment en francès Gare d'Err) és una estació de ferrocarril de la línia de Tren groc situada a la comuna d'aquest nom, a l'Alta Cerdanya, de la Catalunya del Nord.
Està situada a tocar de l'extrem nord del poble d'Er, al Camí del Tren Groc, a prop al nord-oest de l'Escola i els edificis comunals d'Er.
| Procedència/Destinació                  | <         | Línia     | >             | Procedència/Destinació    |
| --------------------------------------- | --------- | --------- | ------------- | ------------------------- |
| : Transport express régional            |           |           |               |                           |
| Vilafranca de Conflent - Vernet - Fullà | Sallagosa | Tren groc | Santa Llocaia | La Tor de Querol - Enveig |